# Rammstein in Amerika
Rammstein in Amerika ist ein Videoalbum der deutschen Neue-Deutsche-Härte-Band Rammstein. Es wurde am 25. September 2015 über das Label Universal Music veröffentlicht. Von der FSK ist das Album ab 16 Jahren freigegeben.

## Inhalt
Die erste Disc enthält einen Konzertmitschnitt der Liebe ist für alle da-Tour, die von November 2009 bis Mai 2011 stattfand. Der größte Teil des Konzerts wurde vor 18.000 Fans im Madison Square Garden in New York City am 11. Dezember 2010 aufgezeichnet. Im Abspann wird erwähnt, dass ein Teil der Aufnahmen von zwei Konzerten in Mexiko-Stadt am 6. und 7. Dezember sowie aus Montreal am 9. Dezember stammen. Dies lässt sich auch anhand unterschiedlicher Innenraumgestaltungen, Absperrungen und Kamerapositionen festmachen. Auch sind des Öfteren französischsprachige T-Shirts der Security-Mitarbeiter sowie Québec-Flaggen im Publikum sichtbar.
Auf der zweiten Disc ist die Dokumentation Rammstein in Amerika enthalten, die u. a. zahlreiche Interviews der Bandmitglieder sowie prominenter US-Kollegen wie Marilyn Manson, Chad Smith (Red Hot Chili Peppers), Moby, C. J. Ramone, Steven Tyler (Aerosmith), Iggy Pop, Gene Simmons und Paul Stanley von KISS, Wes Borland (Limp Bizkit), Scott Ian (Anthrax), Jonathan Davis und Munky Shaffer von Korn und Shawn Crahan (Slipknot) beinhaltet. Daneben befindet sich ein Making-of zum Album Liebe ist für alle da auf der DVD, welches Gitarrist Paul Landers aufgezeichnet hat.

## Covergestaltung
Das Albumcover zeigt den Umriss des Washington Monuments, ein Obelisk, der in den Farben der US-amerikanischen Flagge gehalten ist. Am oberen Bildrand befindet sich der typische Rammstein-Schriftzug und rechts unten steht der restliche Titel In Amerika in Weiß. Der Hintergrund ist silber gehalten. Auffällig an der Gestaltung ist, dass die Flagge entgegen dem Flaggengesetz der Vereinigten Staaten auf Cover und Booklet falsch herum positioniert, das Sternenfeld also nicht oben links angeordnet ist.

## Titelliste
Disc 1
| #  | Titel                            | Länge | Album                 |
| -- | -------------------------------- | ----- | --------------------- |
| 1  | Intro                            | 2:30  |                       |
| 2  | Rammlied                         | 4:56  | Liebe ist für alle da |
| 3  | B********                        | 4:17  | Liebe ist für alle da |
| 4  | Waidmanns Heil                   | 3:59  | Liebe ist für alle da |
| 5  | Keine Lust                       | 3:55  | Reise, Reise          |
| 6  | Weisses Fleisch                  | 4:48  | Herzeleid             |
| 7  | Feuer frei!                      | 3:36  | Mutter                |
| 8  | Wiener Blut                      | 6:04  | Liebe ist für alle da |
| 9  | Frühling in Paris                | 6:02  | Liebe ist für alle da |
| 10 | Ich tu dir weh                   | 6:41  | Liebe ist für alle da |
| 11 | Du riechst so gut                | 5:04  | Herzeleid             |
| 12 | Benzin                           | 4:45  | Rosenrot              |
| 13 | Links 2 3 4                      | 4:54  | Mutter                |
| 14 | Du hast                          | 4:14  | Sehnsucht             |
| 15 | Pussy                            | 8:51  | Liebe ist für alle da |
| 16 | Sonne                            | 5:02  | Mutter                |
| 17 | Haifisch                         | 6:15  | Liebe ist für alle da |
| 18 | Ich will                         | 4:10  | Mutter                |
| 19 | Engel                            | 7:39  | Sehnsucht             |
| 20 | Abspann: Klavier (Piano-Version) | 4:03  | Klavier XXI           |

Disc 2
| # | Titel                               | Länge  |
| - | ----------------------------------- | ------ |
| 1 | Dokumentation: Rammstein in Amerika | 122:24 |
| 2 | Making of: Liebe ist für alle da    | 21:21  |

## Vermarktung
Vor Erscheinen des Albums wurden Konzertmitschnitte der Songs Rammlied, Ich tu dir weh, Engel und Benzin auf dem YouTube-Kanal von Rammstein veröffentlicht. Zudem wurde das Cover-Motiv an die Seitenfassaden zweier Häuser in Berlin aufgetragen.

## Rezeption
| Professionelle Bewertungen | Professionelle Bewertungen |
| -------------------------- | -------------------------- |
| Kritiken                   |                            |
| Quelle                     | Bewertung                  |
| laut.de                    | [ 5 ]                      |

Die Internetseite laut.de bewertete das Album mit vier von möglichen fünf Punkten und bezeichnete es als gelungene Dokumentation:

„Die Balance zwischen Storyelementen und eingestreuten Musikschnipseln gelingt hervorragend. […] Stilistisch agiert die Dokumentation sehr klassisch. Ein Off-Sprecher führt durchs Programm, Interviews liefern den Inhalt, Videoclips veranschaulichen das Ganze. Das funktioniert durchweg gut. Gerade Leuten, die bisher wenig über Rammstein wussten, vielleicht sogar mit der Musik überhaupt nichts anfangen können, gibt die DVD einen Rundumblick auf das Kulturphänomen Rammstein anhand des Beispiels Amerika. […] Worte bezüglich Rammsteins Livequalitäten bedarf es eigentlich keiner mehr. Selbst auf dem heimischen Bildschirm sind die sechs Musiker eine Macht. Klar, man spürt die Hitze nicht, alles ist ein bisschen kleiner – nichtsdestotrotz visuell beeindruckend. Bild- und Tonqualität sind 1A, die Show bis ins kleinste Detail durchgeplant. Der Bandsound knallt massiv von der Bühne, der Atmo-Ton von Seiten des Publikums kommt dabei keineswegs zu kurz.“

## Chartplatzierungen und Auszeichnungen
Das Videoalbum erreichte die Spitze der Musik-DVD-Charts in Österreich, der Schweiz, Großbritannien und den Vereinigten Staaten. Für mehr als 100.000 verkaufte Exemplare erhielt das Videoalbum im Jahr 2017 in Deutschland eine doppelte Platin-Schallplatte. 2015 platzierte sich Rammstein in Amerika in den deutschen Musikvideo-Jahrescharts auf Position zwei und musste sich nur Farbenspiel von Helene Fischer geschlagen geben.
| Land/Region        | Auszeichnungen für Musikverkäufe (Land/Region, Auszeichnung, Verkäufe) | Verkäufe |
| ------------------ | ---------------------------------------------------------------------- | -------- |
| Deutschland (BVMI) | 2× Platin                                                              | 100.000  |
| Finnland (IFPI)    | Gold                                                                   | 5.000    |
| Insgesamt          | 1× Gold · 2× Platin ·                                                  | 105.000  |

Hauptartikel: Rammstein/Auszeichnungen für Musikverkäufe